# Kottby kyrka
Kottby kyrka (finska: Käpylän kirkko) är en kyrka i Helsingfors. Den planerades av Erkki Ilmari Sutinen, och blev klar år 1930. Kyrkans orgel, med 22 register, är tillverkad av Kangasala orgelfabrik. Kyrkan används av Oulunkylän seurakunta.